# Цистиколы
Цистиколы (лат. Cisticola) — род небольших насекомоядных птиц, ранее относимых к семейству славковых (Sylviidae), но теперь обычно считающихся принадлежащими к отдельному семейству цистиколовых (Cisticolidae), наряду с другими родами южных камышовок. Считается, что они довольно тесно связаны с ласточками, бюльбюлями и белоглазками. Род насчитывает около 50 видов, из которых только два не встречаются в Африке: один — на Мадагаскаре, а другой распространен от Азии до Австралазии.
Род был описан немецким натуралистом Иоганном Якобом Каупом в 1829 году. Название Cisticola происходит от древнегреческого kisthos — «каменная роза», и латинского colere — «жить».

## Ареал и среда обитания
Цистиколы широко распространены в тропических и субтропических регионах Старого Света. Африка, где обитают почти все виды, является наиболее вероятной прародиной этой группы. Цистиколы обычно не мигрируют, и большинство видов привязываются и часто различаются по их местообитаниям.
Здесь занято множество открытых местообитаний. К ним относятся водно-болотные угодья, влажные или более сухие луга, открытые или скалистые горные склоны, а также измененные человеком места обитания, такие как обочины дорог, возделываемые, заросшие сорняками участки или пастбища. Виды, предпочитающие водно-болотные угодья, можно встретить на опушках мангровых зарослей или в папирусных, тростниковых или рогозовых болотах. Цистиколы, как правило, довольно распространены в пределах того, что остается от их предпочтительных мест обитания.
Веерохвостая цистикола (или веерохвостая славка) широко распространена в тропиках и даже гнездится в Южной Европе.

## Описание
Из-за их небольшого размера (около 10 см) и коричневого оперения их легче услышать, чем увидеть. Сходное оперение многих видов может затруднить их идентификацию, особенно зимой, когда они редко появляются из своих трав. Многие африканские виды, в частности, трудно различить иначе, чем по их призыву. Тринадцать видов названы в честь их призывов, от «пения» и «щебетания» до «бульканья» и «шипения».

## Поведение
Самцы цистикол — полигамны. Самка строит незаметное гнездо глубоко в траве, часто связывая живые листья в мягкую ткань из войлочного растительного пуха, паутины и травы: чашеобразная форма для веерохвостой цистиколы с навесом из связанных вместе листьев или трав над головой для маскировки, полный купол для золотоголовой цистиколы. Средняя кладка составляет около 4 яиц, на высиживание которых уходит около 2 недель. Кукушковый ткач — это специализированный паразит цистикол и приний.
Летом самцы цистикол более мелких видов совершают эффектные демонстрационные полеты, в то время как более крупные виды усаживаются на видных местах, чтобы громко петь. Несмотря на свои размеры и хорошо замаскированное коричневое оперение, самец золотоголовой цистиколы из Австралии и Южной Азии производит небольшое блестящее пятно золотисто-желтого цвета в пятнистом солнечном свете тростникового ложа.

## Список видов
Международный союз орнитологов признаёт в составе рода 53 вида:
- Абердарская цистикола Cisticola aberdare Lynes, 1930
- Длиннохвостая цистикола Cisticola aberrans (A. Smith, 1843)
- Cisticola anderseni Fjeldså et al., 2021
- Cisticola angusticauda Reichenow, 1891
- Лесная цистикола Cisticola anonymus (J.W. von Muller, 1855)
- Пустынная цистикола Cisticola aridulus Witherby, 1900
- Карликовая цистикола Cisticola ayresii Hartlaub, 1863
- Cisticola bailunduensis Neumann, 1931
- Cisticola bakerorum Fjeldså et al., 2021
- Боранская цистикола Cisticola bodessa Mearns, 1913
- Короткокрылая цистикола Cisticola brachypterus (Sharpe, 1870)
- Бледноголовая цистикола Cisticola brunnescens Heuglin, 1862
- Ангольская цистикола Cisticola bulliens Lynes, 1930
- Белобровая цистикола Cisticola cantans (Heuglin, 1869)
- Папирусовая цистикола Cisticola carruthersi Ogilvie-Grant, 1909
- Мадагаскарская цистикола Cisticola cherina (A. Smith, 1843)
- Рыжеплечная цистикола Cisticola chiniana (A. Smith, 1843)
- Каштановошапочная цистикола Cisticola chubbi Sharpe, 1892
- Пепельная цистикола Cisticola cinereolus Salvadori, 1888
- Cisticola cinnamomeus Reichenow, 1904
- Темнохвостая цистикола Cisticola dambo Lynes, 1931
- Cisticola distinctus Lynes, 1930 (иногда рассматривается как подвид траурной цистиколы)[6]
- Краснолицая цистикола Cisticola erythrops (Hartlaub, 1857)
- Золотоголовая цистикола Cisticola exilis (Vigors & Horsfield, 1827)
- Темноспинная цистикола Cisticola eximius (Heuglin, 1869)
- Пискливая цистикола Cisticola fulvicapilla (Vieillot, 1817)
- Черноспинная цистикола Cisticola galactotes (Temminck, 1821)
- Cisticola guinea Lynes, 1930
- Cisticola haematocephalus Cabanis, 1868
- Сокотранская цистикола Cisticola haesitatus (P.L. Sclater & Hartlaub, 1881)
- Цистикола Хантера Cisticola hunteri Shelley, 1889
- Веерохвостая цистикола Cisticola juncidis (Rafinesque, 1810)
- Траурная цистикола Cisticola lais (Hartlaub & Finsch, 1870)
- Свистящая цистикола Cisticola lateralis (Fraser, 1843)
- Cisticola luapula Lynes, 1933
- Cisticola lugubris (Rüppell, 1840)
- Cisticola marginatus (Heuglin, 1869)
- Чернохвостая цистикола Cisticola melanurus (Cabanis, 1882)
- Цистикола-крошка Cisticola nana Fischer & Reichenow, 1884
- Пестрая цистикола Cisticola natalensis (A. Smith, 1843)
- Cisticola nigriloris Shelley, 1897
- Ньямбская цистикола Cisticola njombe Lynes, 1933
- Крикливая цистикола Cisticola pipiens Lynes, 1930
- Танская цистикола Cisticola restrictus Traylor, 1967
- Толстая цистикола Cisticola robustus (Ruppell, 1845)
- Красноголовая цистикола Cisticola ruficeps (Cretzschmar, 1830)
- Краснохвостая цистикола Cisticola rufilatus (Hartlaub, 1870)
- Ржавчатая цистикола Cisticola rufus (Fraser, 1843)
- Горная цистикола Cisticola subruficapilla (A. Smith, 1843)
- Цистикола-пинкпинк Cisticola textrix (Vieillot, 1817)
- Мухоловковая цистикола Cisticola tinniens (Lichtenstein, 1842)
- Лисья цистикола Cisticola troglodytes (Antinori, 1864)
- Голосистая цистикола Cisticola woosnami Ogilvie-Grant, 1908

В частности, в 2021 году на основании генетических, морфологических и биоакустических отличий было предложено выделить два вида, эндемичных для болот поймы Киломберо в юго-западной Танзании.

## Дополнительное чтение
- Nguembock B.; Fjeldsa J.; Tillier A.; Pasquet E. (2007): A phylogeny for the Cisticolidae (Aves: Passeriformes) based on nuclear and mitochondrial DNA sequence data, and a re-interpretation of a unique nest-building specialization. Molecular Phylogenetics and Evolution 42: 272—286.
- Ryan, Peter (2006). Family Cisticolidae (Cisticolas and allies). Pp. 378—492 in del Hoyo J., Elliott A. & Christie D.A. (2006) Handbook of the Birds of the World. Volume 11. Old World Flycatchers to Old World Warblers Lynx Edicions, Barcelona ISBN 978-84-96553-06-4

## Внешние ссылки
- Cisticola videos on the Internet Bird Collection